# Stigmella continuella
Stigmella continuella là một loài bướm đêm thuộc họ Nepticulidae. Loài này có ở Fennoscandia to Pyrenees, Alps và Hungary, và from Ireland to central Nga và Ukraina, phía đông đến miền nam part of the Palearctic ecozone.
Sải cánh dài 4–5 mm. Con trưởng thành bay từ tháng 5 đến tháng 8.
Ấu trùng ăn Betula nana, Betula pendula và Betula pubescens. Chúng ăn lá nơi chúng làm tổ. 